# Леерсия рисовидная
Леерсия рисовидная (лат. Leersia oryzoides) — вид однодольных растений рода Леерсия (Leersia) семейства Злаки (Poaceae). Первое название вида, Phalaris oryzoides L.basionym, было опубликовано шведским систематиком Карлом Линнеем; перенесён в состав рода Леерсия Улофом Сварцем в 1788 году.

## Распространение и среда обитания
Распространена от умеренного пояса Северного полушария до северо-востока Мексики.
Произрастает по берегам ручьёв на влажных местах.

## Ботаническое описание
Корневищный геофит либо гемикриптофит.
Достаточно крупное многолетнее растение.
Листья широколинейной формы, шероховатые по средней жилке и на краях.
Соцветие — рыхлая метёлка с сильно сжатыми колосками.
Плод — зерновка жёлтого цвета.

## Природоохранная ситуация
Леерсия рисовидная занесена в Красные книги Ростовской, Самарской, Томской областей, республик Татарстан и Удмуртия (Россия); в Красные книги Днепропетровской, Донецкой, Львовской областей (Украина), а также в Красную книгу Эстонии.

## Синонимы
Синонимичные названия:
- Asperella oryzoides (L.) Lam.
- Asprella flexuosa Dulac nom. illeg.
- Asprella oryzoides (L.) Schreb
- Ehrhartia clandestina Weber
- Homalocenchrus oryzoides (L.) Mieg ex Pollich
- Homalocenchrus oryzoides (L.) Haller
- Leersia asperrima Willd. ex Trin. nom. inval.
- Leersia oryzoides f. clandestina (Weber) Eames
- Leersia oryzoides f. glabra Eaton
- Leersia oryzoides f. inclusa (Weisbord ex Baen.) Dörfl.
- Leersia oryzoides f. maculosa (Waisb.) Soó
- Leersia oryzoides f. picta (Waisb.) Soó
- Oryza clandestina (Weber) A.Braun ex Asch.
- Oryza clandestina f. inclusa Weisbord ex Baen.
- Oryza clandestina f. maculosa Waisb.
- Oryza clandestina f. patens Weisbord ex Baen.
- Oryza clandestina f. picta Waisb.
- Oryza oryzoides (L.) Dalla Torre & Sarnth.
- Phalaris oryzoides L.basionym
- Poa hoffmanniana Opiz nom. inval.
- Poa paludosa Honck.